# William Miller Beardshear
William Miller Beardshear (7 de noviembre de 1850-5 de agosto de 1902) fue un administrador académico y pastor estadounidense que se desempeñó como presidente de Western College y luego se convirtió en presidente de la Universidad Estatal de Iowa desde el 25 de febrero de 1891 hasta su muerte. También fue superintendente de escuelas públicas en West Des Moines, Iowa. El edificio central de la Universidad Estatal de Iowa se convirtió en Beardshear Hall en 1938 y era conocido como el «padre de la Universidad Estatal de Iowa».

## Vida personal
Nació en una granja en las afueras de Dayton, Ohio, el 7 de noviembre de 1850, hijo de John Beardshear y Elizabeth Coleman. Sus padres celebraron servicios religiosos de la Iglesia de los Hermanos Unidos en Cristo en su casa. Después de recibir una educación en las escuelas públicas de Ohio, se alistó en el Ejército de la Unión cuando tenía 14 años como parte del Cuarto Cuerpo del Ejército en el Ejército de Cumberland, sirviendo hasta que terminó la Guerra de Secesión . Después de dejar el ejército, comenzó a asistir a la Universidad de Otterbein cuando tenía 19 años en 1869. Se casó con la estudiante Josephine Mundhenk durante su tiempo en la Universidad de Otterbein, el 27 de marzo de 1873. Beardshear no se graduó con una licenciatura en artes de la Universidad hasta junio de 1876 debido a que tuvo que administrar la granja familiar después de que su padre muriera a causa de una enfermedad. Beardshear murió el 5 de agosto de 1902, luego de complicaciones de un ataque al corazón. Le sobrevivieron su esposa y sus cinco hijos.

## Carrera profesional
Se convirtió en pastor de los Hermanos Unidos en Arcanum y Dayton, Ohio en 1876, y luego se educó en Yale Divinity School en 1878. Durante su tiempo en Yale, Beardshear se sintió sobrecargado de trabajo y se tomó un descanso en la granja de su familia cerca de Dayton. Se convirtió en pastor en Summit Street Church of the United Brethren en Dayton, lo que llevó a que se le pidiera que se convirtiera en el presidente de Western College en Toledo, Iowa, en 1881.
Después de servir como presidente de Western College durante ocho años, fue contratado como superintendente de las escuelas de West Des Moines, Iowa. Se convirtió en presidente del entonces Colegio Agrícola de Iowa, ahora conocido como Universidad Estatal de Iowa, el 25 de febrero de 1891. Durante el mandato de 11 años de Beardshear como presidente, el número de estudiantes aumentó de 336 a 1220 y los profesores aumentaron de 25 a 78. Agregó nuevos programas de agricultura a la universidad, junto con los edificios Morrill Hall en 1891, Campanile en 1899, Old Botany en 1892 y Margaret Hall en 1895. Beardshear a menudo predicaba en la capilla por la noche. En 1891, comenzó la fundación de equipos universitarios de atletismo sancionados oficialmente. Se construyó un gimnasio y un campo de atletismo en la universidad, y el equipo de fútbol de la universidad se hizo conocido como Iowa State Cyclones en 1895.

## Legado
El edificio central de la Universidad Estatal de Iowa se convirtió en Beardshear Hall en 1938. El Diccionario biográfico de Iowa decía que Beardshear era conocido como el «padre de la Universidad Estatal de Iowa».